# Sylvie Nicol
Sylvie Nicol (* 28. Februar 1973 in Paris, Frankreich) ist eine französische Managerin und seit 2019 Personalvorständin des Henkel-Konzerns.

## Leben
Nicol studierte Betriebswirtschaftslehre an der Wirtschaftshochschule ESCP Business School in Paris und erwarb dort den Abschluss Master of Business Administration.
Sie ist verheiratet und Mutter von drei Kindern. Seit 2013 lebt sie mit ihrer Familie in Deutschland.

## Karriere
Sylvie Nicol arbeitet seit 1996 bei Henkel und hatte sowohl am französischen als auch am deutschen Standort Führungspositionen. Sie begann ihre berufliche Laufbahn in Frankreich im Unternehmensbereich „Beauty Care“. Nachdem sie ab 1998 unter anderem als Marketing Group Manager und Sales Director tätig gewesen war, wurde sie 2010 Corporate Vice President und General Manager. Bei Henkel in Deutschland arbeitete sie von 2013 bis 2019 in den Bereichen Personalwesen und Global Sales (globaler Vertrieb).
Im April 2019 trat Nicol in den Vorstand von Henkel in der Konzernzentrale in Düsseldorf ein. Sie ist für Personal und Infrastruktur verantwortlich. Sie löste damit Kathrin Menges ab. Im Vorstand des Dax-Konzerns ist sie die einzige Frau und verantwortlich für alle Henkel-Mitarbeiter weltweit. Laut Die Welt setzt sie sich „für Diversität, Flexibilität und einen grundlegenden Wandel“ ein. Kinder sollten nach ihrer Ansicht „ein Motor und kein Hindernis für den Aufstieg“ sein. Arbeitgeber müssten auf die Wünsche nach flexiblen Arbeitszeiten eingehen, auch wenn Männer in Teilzeit arbeiten möchten.
Nach Angaben des Informationsportals Total Rewards gehörte sie 2020 mit insgesamt 2,05 Millionen Euro Brutto-Jahresvergütung zu den Topverdienern der Personalvorstände von Dax-Konzernen in Deutschland.